# Nya Banken

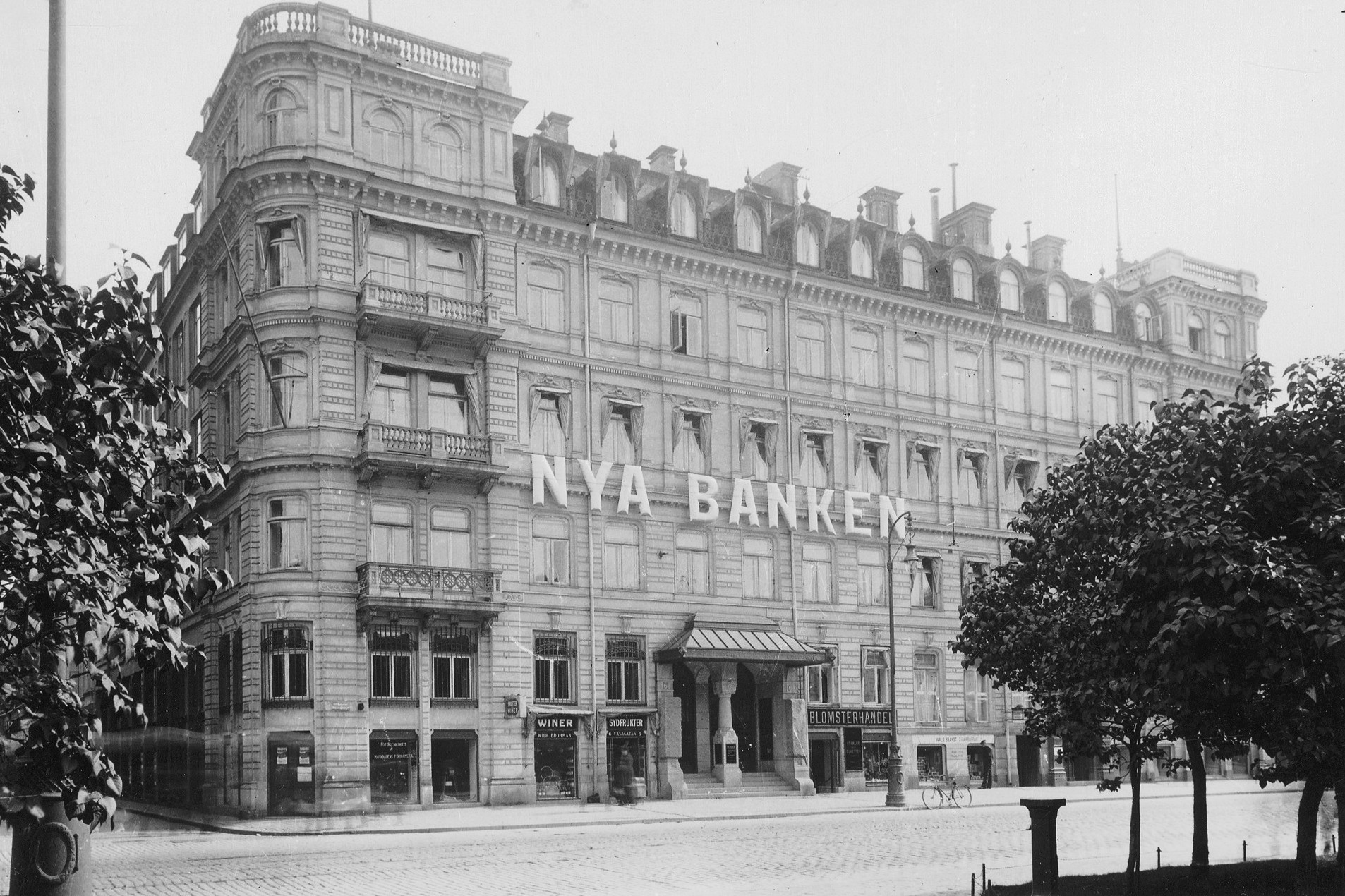
Nya Banken en Wasagatan, 1919.

Nya Banken (también  Stockholms Arbetarbank ) era un banco sueco, fundado en 1912 y cerrado en 1920.

## Historia

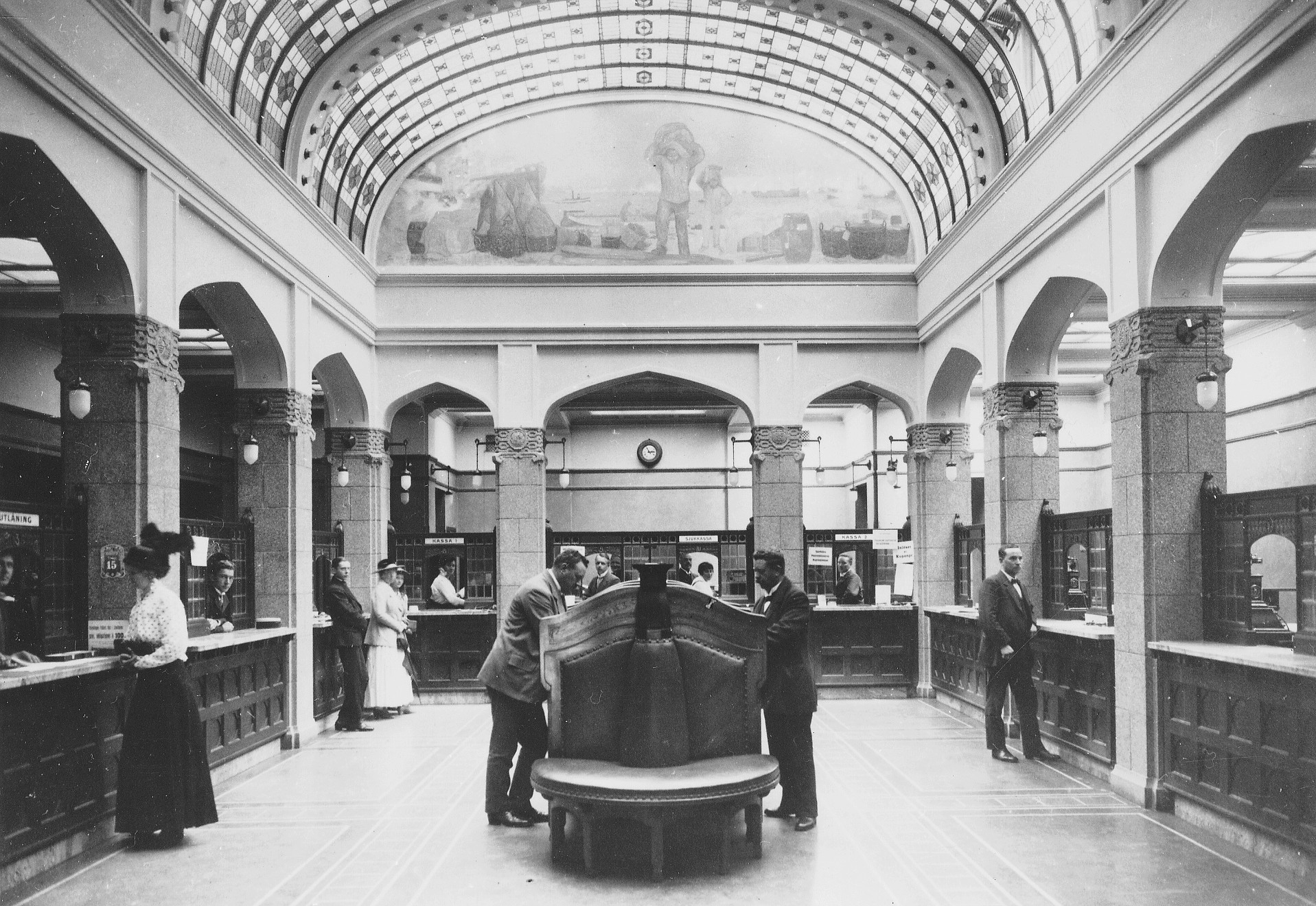
Sala del banco en 1917.

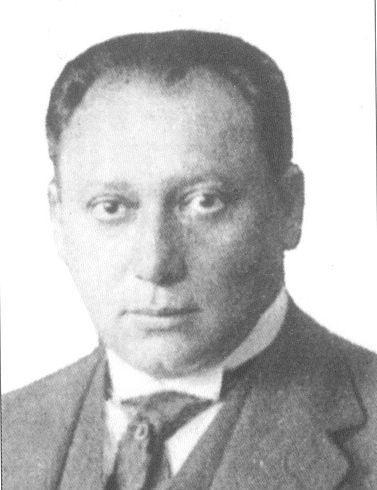
Fundador del banco, Olof Aschberg

Desde el principio, el banco se centró principalmente en los trabajadores de Estocolmo. El fundador y principal propietario del banco era el banquero Olof Aschberg. El consejo de administración fue reclutado en parte de círculos cooperativos y socialdemócratas e incluyó, entre otros, al primer director comercial de Kooperativa Förbundet GW Dahl, el presidente del consejo de administración de KF desde 1902, KG Rosling y periodista y miembro del parlamento (Riksdag) Gerhard Magnusson. Detrás de la junta de la fundación también estaban, entre otros, Otto Järte e Yngve Larsson.
A partir de 1920, el banco cambió su nombre a Bank AB Norden y en 1927 se fusionó con Södermanlands Enskilda Bank.

### Primera Guerra Mundial y Revolución Rusa
El New Bank fue acusado durante la Primera Guerra Mundial de actuar para  Alemania financiando, entre otras cosas, la Revolución rusa. Esto llevó al banco a ser incluido en la lista negra por el cartel en 1918. Aschberg negó las acusaciones pero decidió renunciar como funcionario. El banco luego cambió su nombre a  Svenska Economibolaget ».

## Locales

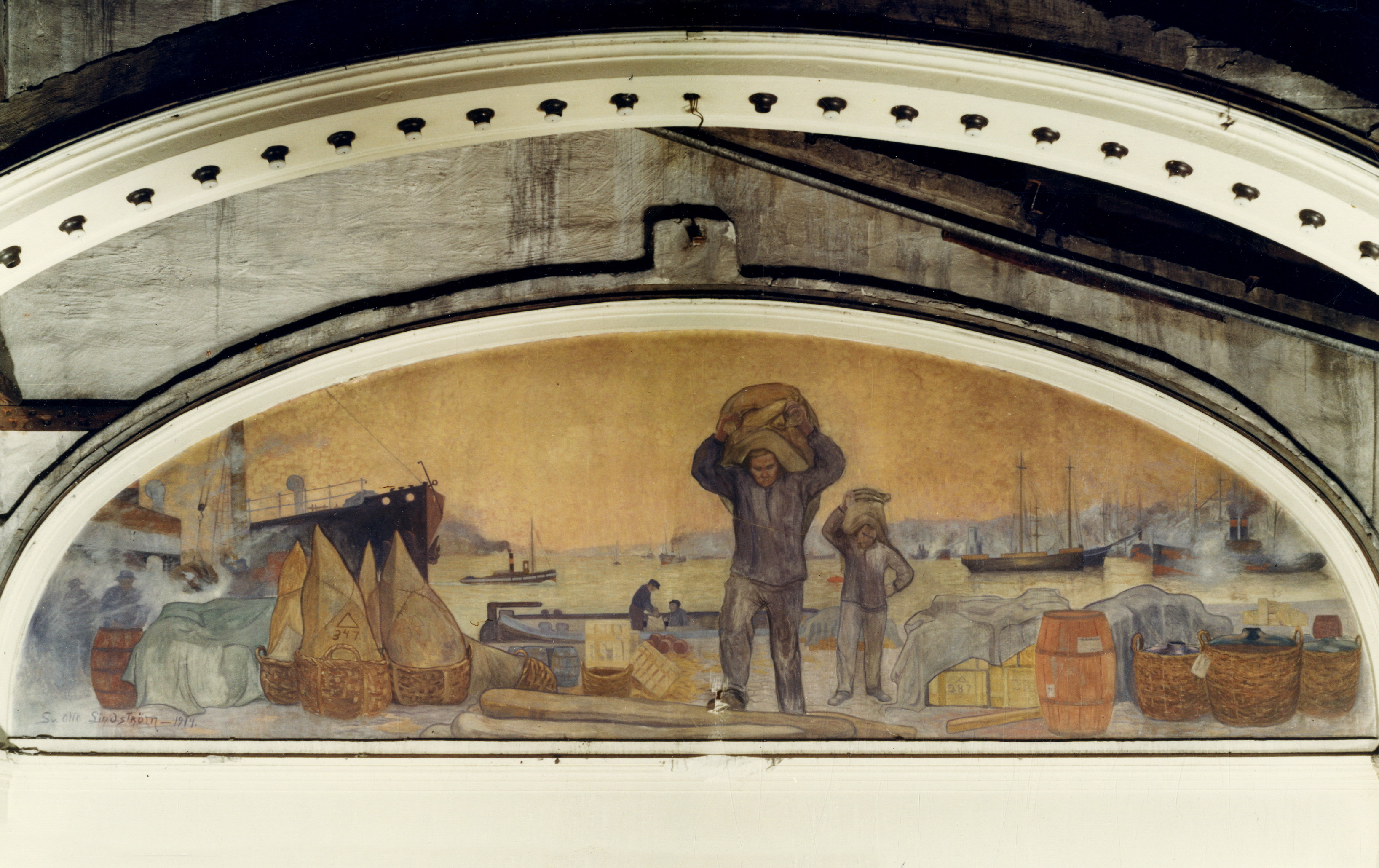
Pintura mural de Otto Lindström.

Las instalaciones del banco estaban ubicadas en  Vasagatan 6 en el Snäckan en una casa de la década de 1880. Después de un concurso entre cuatro arquitectos,  Carl Malmström recibió el encargo de diseñar una gran sala del banco que se cubrió con una bóveda de cañón de vidrio y acero y espacios laterales iluminados para los empleados del banco. En el fondo había un mural que representaba a los trabajadores portuarios pintado por Otto Lindström 1914. De lo contrario, el interior ha cambiado a Art Nouveau con mostradores oscuros con barandillas y pilares cubiertos de granito. La entrada estaba flanqueada por dos esculturas monumentales de granito de un herrero y un albañil, realizadas por Charles Friberg. La casa fue demolida en 1965 durante  la demolición de Klarakvarteren. El sitio ha alojado desde 1971  Hotel Sheraton Estocolmo.